# Marco Tarquinio
Marco Tarquinio (ur. 16 marca 1958 w Asyżu) – włoski dziennikarz prasowy, redaktor naczelny dziennika „Avvenire” (2009–2023), poseł do Parlamentu Europejskiego X kadencji.

## Życiorys
Od początku lat 80. związany z dziennikarstwem. Współpracował z „La Voce” i „Corriere dell’Umbria”, od 1988 kierował działem politycznym w „La Gazzetta”. W 1990 przeszedł do „Il Tempo”, kierował w tej gazecie redakcją polityczną, a także publikował w niej felietony. Od 1994 był związany z katolickim dziennikiem „Avvenire”. Pisał w nim artykuły na tematy polityczne, w 2007 został zastępcą redaktora naczelnego. W 2009 stanął na czele redakcji tej gazety, którą kierował do 2023. W latach 2011–2016 był doradcą Papieskiej Rady ds. Środków Społecznego Przekazu. W 2023 powołany na wiceprezesa Towarzystwa Dante Alighieri.
W 2024 kandydował do Europarlamentu z listy Partii Demokratycznej (jako przedstawiciel ugrupowania Democrazia Solidale). W wyniku głosowania uzyskał mandat posła do PE X kadencji (gdy Elly Schlein zrezygnowała z jego objęcia).

## Odznaczenia
- Komandor Order Zasługi Republiki Włoskiej (2015)[7].